# Seznam belgijskih striparjev
Seznam belgijskih striparjev.

## C
- Raoul Cauvin

## D
- Gilbert Delahaye
- André-Paul Duchâteau
- Dupa (Luc Dupanloup)

## E
- Brecht Evens

## F
- René Follet
- André Franquin

## G
- Greg (karikaturist) (Michel Régnier - belgijsko-francoski)

## H
- Hergé (Georges Remi)
- Hermann Huppen

## J
- Edgar P. Jacobs
- Janry (Jean-Richard Geurts)

## K
- Kamagurka

## L
- Lambil (Willy Lambillote)
- Roger Leloup

## M
- Marcel Marlier
- Morris (Maurice de Bévère)

## P
- Peyo (Pierre Culliford)

## V
- Philippe Tome (Philippe Vandevelde)
- Willy Vandersteen
- Jean Van Hamme

## W
- François Walthéry